# Gennaro di Napoli
Gennaro di Napoli (Italia, 5 de marzo de 1968) es un atleta italiano retirado especializado en la prueba de 1500 m, en la que ha conseguido ser subcampeón europeo en 1990.

## Carrera deportiva
En el Campeonato Europeo de Atletismo de 1990 ganó la medalla de plata en los 1500 metros, con un tiempo de 3:38.60 segundos, siendo superado por el alemán Jens-Peter Herold y por delante del portugués Mário Silva (bronce).